# スコロホッドの表現定理
数学および統計学の分野におけるスコロホッドの表現定理（スコロホッドのひょうげんていり、英: Skorokhod's representation theorem）とは、極限測度が十分に良い振る舞い（well-behaved）をする確率測度の弱収束列は、共通の確率空間上で定義される確率変数の各点収束列の分布/法則として表現される、ということを述べた定理である。ウクライナの数学者アナトリー・スコロホッドの名にちなむ。

## 定理の内容
μn, n ∈ N を、位相空間 S 上の確率測度の列とする。μn は、n → ∞ に対して、S 上のある確率測度 μ に収束するものとする。また、μ の台は可分であるとする。このとき、共通の確率空間 (Ω, F, P) 上で定義される確率変数 Xn および X で次を満たすようなものが存在する：
- (Xn)∗(P) = μn （すなわち、μn は Xn の分布/法則）；
- X∗(P) = μ （すなわち、μ は X の分布/法則）；
- すべての ω ∈ Ω に対し、Xn(ω) → X(ω) as n → ∞ が成立する。